# 1937 en dadaïsme et surréalisme
Pour l'année, voir 1937.
 Chronologie de dada et du surréalisme 
- 1933
- 1934
- 1935
- 1936
- 1937
- 1938
- 1939
- 1940
- 1941

Cet article présente les faits marquants de l'année 1937 en dadaïsme et surréalisme.

## Éphémérides

### Janvier
- 27 janvier
Valentine Hugo, Le Toucan, huile sur panneau de bois avec inclusion métallique[1].

### Février
- 2 février
André Breton, L'Amour fou, récit[2]

### Avril
- Pablo Picasso commence les esquisses de Guernica : Dora Maar en photographie différentes étapes de la création[3].

### Mai
- Ouverture de la galerie Gradiva, au 31 rue de Seine, à Paris. Marcel Duchamp a réalisé la porte d'entrée et André Breton s'est chargé de son installation[4] et du texte de présentation : « ...un lieu sans âge, n'importe où hors du monde de la raison... Minuscule mais illimité d'où l'on puisse jouir d'un regard panoramique sur tout se qui se découvre... et en même temps se dire : Seurat eût laissé là l'une de ses Poseuses, c'est ici qu'eût aimé s'asseoir Henri Rousseau. »[5].

### Juin
- 9 juin
Shūzō Takiguchi organise la première exposition internationale du surréalisme à Kyoto et Tokyo[6].

### Juillet
- 18 juillet
À Munich, inauguration de l'exposition organisée par les nazis et intitulée L'Art dégénéré (Entartete Kunst) où les œuvres dadas sont en bonne place. Adolf Hitler s'en prend aux « fantômes de Novembre » pour déclarer : « désormais, tous seront éliminés. »[7]

- 28 juillet
Antonin Artaud, Nouvelles révélations de l'être, ouvrage signé Le Révélé[8]

- Paul Delvaux, L'Aurore, huile sur toile[9]

### Août
- 1er août
Antonin Artaud, D'un voyage au pays des Tarahumaras, signé de trois étoiles. Lettres à Jean Paulhan : « J'ai décidé de ne pas signer […] Mon nom doit disparaître » et « Ce qui importe dans tout cela c'est l'affirmation de l'anonymat […] Je ne veux plus signer à aucun prix. »[10]

- 14 août
Artaud est en Irlande[10].

### Septembre
- 22 septembre
Représentation de Ubu enchaîné d'Alfred Jarry par la Compagnie du Diable écarlate que dirige Sylvain Itkine, à la Comédie des Champs-Élysées. Décor et costumes de Max Ernst. Le programme illustré par Yves Tanguy contient des hommages des surréalistes à Jarry[11].

- 23 septembre
À Dublin, Antonin Artaud est arrêté pour vagabondage et incarcéré en attendant son expulsion[12].

- 29 septembre
Artaud est remis aux autorités françaises et enfermé d'office à l'hôpital psychiatrique de Sotteville-lès-Rouen (Seine-Maritime)[12].

### Octobre
- 2 octobre
Conférence de Paul Eluard, L'Avenir de la poésie à Paris, Comédie des Champs-Elysées[13].

- 9 octobre
André Breton donne une conférence sur l'humour noir à la Comédie des Champs-Elysées. Le texte de la conférence est édité chez GLM sous le titre De l'humour noir avec une couverture composée par Yves Tanguy[14].

- Par l'intermédiaire de Salvador Dalí, Breton rencontre le peintre Roberto Matta qui, à son tour, lui présente le peintre anglais Gordon Onslow Ford[15].

- Par l'intermédiaire de Max Ernst, la peintre et écrivaine anglaise Leonora Carrington se rapproche des surréalistes[16].

### Novembre
- 10 novembre
Les Mains libres, dessins de Man Ray illustrés par des poèmes de Paul Eluard[17].

### Décembre
- 20 décembre
Paul Eluard, Quelques mots qui jusqu'ici m'étaient mystérieusement interdits[18].

### Cette année-là
- Luis Buñuel, fuyant la guerre d'Espagne, trouve refuge aux États-Unis[19].

- Exposition monographique de Leonor Fini à la Galerie Julien Levy à New York. Le catalogue est préfacé par Giorgio De Chirico[20].

- Au Danemark, une violente campagne de presse contre les œuvres de Wilhelm Freddie conduit la police à fermer la galerie à Copenhague où il exposait. Trois de ses œuvres sont confisquées au profit du musée de Criminologie[21].

- Au Caire, Georges Henein fonde le groupe Art et Liberté[22].

- Pendant le siège de Madrid, Wifredo Lam est intoxiqué par des produits explosifs. Il est évacué sur Barcelone[23].

- Le tableau Guernica de Pablo Picasso est présenté au pavillon de la République espagnole lors de l'Exposition universelle de Paris.[réf. nécessaire]

### Œuvres
- Jean Arp
  - Concrétion humaine sur coupe
  - En songe, bronze poli[24]
- Antonin Artaud
  - D'un voyage au pays des Tarahumaras[25]
  - Nouvelles révélations de l'être
- Hans Bellmer
  - Mitrailleuse en état de grâce, objet composé
- Maurice Blanchard
  - Les Barricades mystérieuses, poèmes[26]
- Erwin Blumenfeld
  - Le Dictateur, épreuve gélatino-argentique[27]
- Victor Brauner
  - Adrianopole, huile sur toile[28]
  - Le Dernier voyage, huile sur bois[29]
  - Kabiline en mouvement, huile en toile[30]
  - Sur le motif, huile sur bois[31]
- André Breton
  - L'Amour Fou, récit avec 20 planches photographiques, achevé d'imprimé le 2 février[32] : « Aujourd'hui encore je n'attends rien que de ma seule disponibilité, que de cette soif d'errer à la rencontre de tout, dont je m'assure qu'elle me maintient en communication mystérieuse avec les autres êtres disponibles, comme si nous étions appelés à nous réunir soudain […] La beauté convulsive sera érotique-voilée, explosante-fixe, magique-circonstancielle ou ne sera pas. »
  - Le Château étoilé, avec un frottage en huit planches par Max Ernst. Chapitre  de L'Amour fou publié dans le numéro 8 de la revue du Minotaure du 15 juin[33]
  - Madame vous m'êtes apparue..., objets collés sur papier[34]
  - Plus de lumière ..., tract à propos des seconds procès de Moscou[35]
- Luis Buñuel & Pierre Unik
  - España least en armas, film[19]
- Leonora Carrington
  - Le Fantôme, huile sur toile
- Salvador Dalí
  - Cygnes réfléchis en éléphants[36]
  - Figura de cajones, plume et encre de Chine sur carton[37]
  - Girafe en feu, huile sur toile[38]
  - La Métamorphose de Narcisse, huile sur toile et écrit : « Le premier poème et le premier tableau obtenus entièrement d'après l'application intégrale de la méthode paranoïaque-critique. » Le livre est publié simultanément à Paris par les Éditions Surréalistes et à New York par Julien Levy[39]
  - Le Sommeil, huile sur toile[40]
- Paul Delvaux
  - L'Aurore, huile sur toile[41]
  - Le Récitant, huile sur toile[42]
- Óscar Domínguez
  - Le Débarcadère, huile sur toile[43]
  - Jeux, assemblage de bois, fil de fer, peinture, métal, brosse, pistolet-jouet, soufflet et plumes[44]
  - Lion-bicyclette, décalcomanie, gouache au pochoir sur papier[45]
- Marcel Duchamp
  - Échiquier, ready-made[46]
- Paul Eluard
  - L'Amour, photocollage[47]
  - Quelques mots qui jusqu'ici m'étaient mystérieusement interdits
- Paul Eluard & Man Ray
  - Les Mains libres, poèmes et dessins[48]
- Max Ernst
  - L'Ange du foyer ou Le Triomphe du surréalisme, huile sur toile[49]
  - La Nature à l'aurore, huile sur toile[50]
  - Au-delà de la peinture, écrit sur la technique du frottage qu'il vient de découvrir : « L'activité artistique cesse d'être définie comme une activité qui s'opposerait à la passivité. Il faudrait tenter de penser et vivre une activité (passivité), le rôle du peintre devenant de cerner et de projeter ce qui se voit en lui […] Il se peut qu'un peintre sache ce qu'il ne veut pas. Mais malheur à lui quand il prétend savoir ce qu'il veut ! Un peintre se perd en se trouvant.»[51]
- Esteban Francès
  - La Rivière, grattage sur huile sur toile. Breton : « Ici une main invisible prend la sienne et l'aide à dégager les grandes figures hallucinantes qui étaient en puissance dans cet amalgame. »[52]
- Stanley William Hayter
  - ‘’Paysage anthropophage’’, peinture[53]
- Jacques Hérold
  - Le Germe de la nuit, huile sur toile
- Georges Hugnet publie une série de 21 cartes cartes postales dont le verso porte l'inscription « La carte postale surréalistes garantie »[54]
- Valentine Hugo
  - Poule, gravure sur papier[55]
  - Le Toucan, huile sur panneau de bois et inclusion métallique[56]
- Frida Kahlo
  - My Nurse and I, huile sur toile[57]
- Rita Kernn-Larsen
  - Festen, huile sur toile[58]
- Jacqueline Lamba
  - Pont du demi-sommeil, carte postale[59]
- Pierre Mabille
  - Thérèse de Lisieux
- René Magritte
  - L'Avenir des statues, huile sur plâtre : tête peinte d'azur et de nuages[60]
  - Le Drapeau noir, huile sur toile[61]
  - Les Liaisons dangereuses, huile sur toile[62]
  - Le Modèle rouge, huile sur toile[63]
  - La Reproduction interdite, huile sur toile[64]
  - Le Viol, dessin au crayon noir sur papier[65]
- Marcel Mariën
  - L'Introuvable, objet : lunette à un seul foyer. Le titre de l'œuvre a été trouvé par René Magritte[66]
- André Masson
  - La Grande dame, peinture, sable, coquillages et plumes[67]
- Roberto Matta
  - Inquiétude du soleil après le passage de deux personnages, huile sur toile[68]
- Joan Miró
  - La Famille, aquarelle et gouache[69]
  - Femme debout, huile sur toile[70]
  - Hommage à Paul Eluard, huile sur toile[71]
  - Nature morte au vieux soulier, huile sur toile[72]

- Wolfgang Paalen

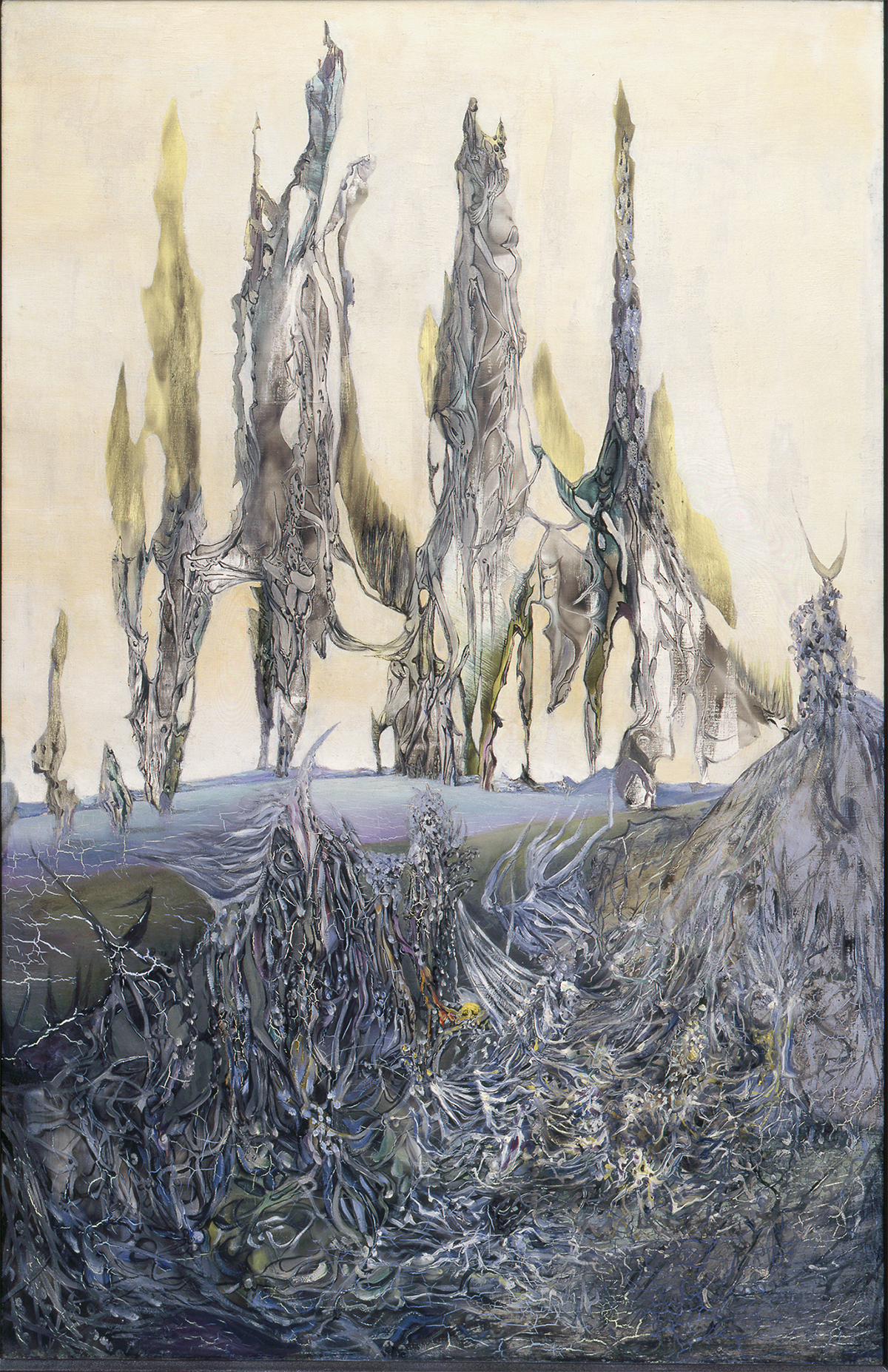
Wolfgang Paalen, Les Étrangers

  - Combat de princes saturniens, huile sur toile[73]
  - Les Étrangers[74]
  - Pays interdit, huiles et fumage sur toile
- Grace Pailthorpe
  - Dream of giving birth to an egg, huile sur toile[75]
- Roland Penrose
  - Portrait de Valentine, huile sur toile[76]
- Valentine Penrose
  - Sorts de la lueur, poèmes[77]
- Pablo Picasso
  - La Baignade, huile et pastel sur toile[78]
  - Guernica, huile sur toile[79]
  - Marine, huile sur toile[80]
  - Portrait de Marie-Thérèse Walter à la guirlande, huile sur toile
- Man Ray
  - Mannequin dans la Brouette de Óscar Domínguez, objet et photographie[81]
  - La Photographie n'est pas l'art : 12 photographies, préface d'André Breton Avant-propos : Convulsionnaires[82]
- Louis Scutenaire
  - Les Haches de la vie, poèmes[83]
- Yves Tanguy
  - Jour de lenteur, huile sur toile[84]
  - Le Marchand de sable, huile sur toile[85]
- Elsa Thoresen
  - Verdenslyset (La Lumière du monde), huile sur toile[86]
- Toyen
  - La Dormeuse, huile sur toile[87]
  - Les Spectres du désert, dessin[88]
  - La Tanière abandonnée, huile sur toile[89]
- Raoul Ubac
  - Fossile de la Bourse, sable collé sur toile[90]
  - Le Mur II, photographie argentique. Breton : « Par le blond trait d'union de l'oeil d'Ubac, les ruines passées rejoignent les ruines à venir, sans cesse renaissantes », in Minotaure, mai 1939[91].
  - Les Vases communicants, huile sur toile[92]
- Gérard Vulliamy
  - Le Cheval de Troie, huile sur toile[93]